# Luc Castaignos
Luc Castaignos (Schiedam, 27 settembre 1992) è un ex calciatore olandese, di ruolo attaccante.

## Biografia
Suo padre è francese mentre sua madre è di Capo Verde. I due vivevano in Aquitania, nelle Landes, poco lontano da Bordeaux, e poco prima che Luc nascesse si sono trasferiti a Schiedam, nell'Olanda Meridionale.

## Caratteristiche tecniche
Paragonato a Thierry Henry per lo stile di gioco, può essere utilizzato sia da esterno offensivo che da punta centrale.
Considerato in giovane età una potenziale promessa, non è riuscito — malgrado una discreta caratura tecnica — ad imporsi ad alti livelli.

## Carriera

### Club

#### Esordi
Entrò a far parte giovanissimo delle giovanili dell'Excelsior. A 13 anni, durante un torneo a Rotterdam, viene notato dal Feyenoord che lo cede allo Sparta e poi lo accoglie nel proprio settore giovanile. A 16 anni firma il suo primo contratto da professionista con il Feyenoord.

#### Feyenoord
Il 21 giugno 2009 Mario Been, l'allenatore del Feyenoord, lo ha invitato a partecipare ad alcuni allenamenti con la prima squadra. Il giocatore ha fatto il suo esordio ufficiale il 24 settembre 2009 nell'incontro di KNVB beker vinto 5-0 in casa degli Harkemase Boys, subentrando al 72' minuto al posto di Leroy Fer. Il debutto in campionato è arrivato il 28 febbraio 2010, quando è subentrato a Jon Dahl Tomasson nel corso della partita contro il Groningen.

#### Inter
Agli inizi del 2011 il calciatore raggiunge un accordo con l'Inter, società dalla quale viene tesserato in estate. Esordisce con i nerazzurri nel derby meneghino valido per la Supercoppa italiana, mentre il debutto in Serie A avviene il 20 settembre 2011 nella sconfitta sul campo del Novara (3-1). Il 27 novembre decide la gara contro il Siena, realizzando nel finale di partita il gol decisivo.
Squalificato nel febbraio 2012 per uno sputo al bolognese Andrea Raggi, rilevato dalle immagini televisive, viene poi dirottato nella formazione Primavera in cui un infortunio subìto nel mese di aprile pone termine alla sua stagione.

#### Twente
Non rientrando nei piani del club nerazzurro, nell'estate 2012 fa ritorno in Olanda accasandosi al Twente. Debutta in campionato il 12 agosto nella vittoria interna contro il Groningen (4-1) subentrando a Dmitrij Bulykin al minuto 70. Segna il suo primo gol il 26 agosto nel 3-1 esterno contro il NEC Nijmegen al minuto 14 su assist di Dušan Tadić.

Conclude la sua prima stagione al Twente con 38 presenze e 13 gol in campionato considerando anche i play-off per l'Europa League, 44 presenze e 14 gol complessivi.
Il 18 agosto 2013 tocca quota 100 presenze con i club in occasione di Twente-Utrecht 6-0; nella stessa partita mette a segno anche una doppietta.

#### Eintracht Francoforte
Il 30 giugno 2015 viene acquistato dai tedeschi dell'Eintracht Francoforte, con cui firma un contratto triennale.

#### Sporting Lisbona
Il 29 agosto 2016 viene acquistato a titolo definitivo dallo Sporting Lisbona, firmando un contratto di tre anni con la società portoghese. Il 19 febbraio 2019 rescinde il contratto con i lusitani e si svincola.

### Nazionale
A 15 anni esordisce nell'Olanda Under-17, precisamente il 18 settembre 2008 in un incontro amichevole contro la Spagna (partita terminata 0-0). Nell'Europeo Under-17, concluso al secondo posto dall'Olanda, ha segnato anche nella finale persa contro la Germania, realizzando il gol del momentaneo vantaggio per gli olandesi al 7'.
Dal 2009 al 2011 ha giocato nell'Under-19, disputando anche l'europeo di categoria nel 2010. Nell'agosto 2011 viene convocato dall'allenatore dell'Under-21, Cor Pot, in vista dell'amichevole da disputare contro i pari età della Svezia. Il 10 agosto gioca da titolare la sfida persa per 3-0 contro la Svezia.

## Statistiche

### Presenze e reti nei club
Statistiche aggiornate al 28 giugno 2023
| Stagione                     | Squadra                      | Campionato                   | Campionato | Campionato | Coppe nazionali | Coppe nazionali | Coppe nazionali | Coppe continentali | Coppe continentali | Coppe continentali | Altre coppe | Altre coppe | Altre coppe | Totale | Totale |
| Stagione                     | Squadra                      | Comp                         | Pres       | Reti       | Comp            | Pres            | Reti            | Comp               | Pres               | Reti               | Comp        | Pres        | Reti        | Pres   | Reti   |
| ---------------------------- | ---------------------------- | ---------------------------- | ---------- | ---------- | --------------- | --------------- | --------------- | ------------------ | ------------------ | ------------------ | ----------- | ----------- | ----------- | ------ | ------ |
| 2009-2010                    | Feyenoord                    | ED                           | 3          | 0          | CO              | 2               | 0               | -                  | -                  | -                  | -           | -           | -           | 5      | 0      |
| 2010-2011                    | Feyenoord                    | ED                           | 34         | 15         | CO              | 1               | 0               | UEL                | 2                  | 0                  | -           | -           | -           | 37     | 15     |
| Totale Feyenoord             | Totale Feyenoord             | Totale Feyenoord             | 37         | 15         |                 | 3               | 0               |                    | 2                  | 0                  |             |             |             | 41     | 15     |
| 2011-2012                    | Inter                        | A                            | 6          | 1          | CI              | 1               | 0               | UCL                | -                  | -                  | SI          | 1           | 0           | 8      | 1      |
| 2012-2013                    | Twente                       | ED                           | 34+4       | 13+0       | CO              | 2               | 1               | UEL                | 8                  | 0                  | -           | -           | -           | 48     | 14     |
| 2013-2014                    | Twente                       | ED                           | 31         | 14         | CO              | 0               | 0               | -                  | -                  | -                  | -           | -           | -           | 31     | 14     |
| 2014-2015                    | Twente                       | ED                           | 29         | 10         | CO              | 4               | 3               | UEL                | 2                  | 1                  | -           | -           | -           | 35     | 14     |
| Totale Twente                | Totale Twente                | Totale Twente                | 98         | 37         |                 | 6               | 4               |                    | 10                 | 1                  |             |             |             | 114    | 42     |
| 2015-2016                    | Eintracht Francoforte        | BL                           | 19+1       | 4+0        | CG              | 1               | 1               | -                  | -                  | -                  | -           | -           | -           | 21     | 5      |
| ago. 2016                    | Eintracht Francoforte        | BL                           | -          | -          | CG              | 1               | 0               | -                  | -                  | -                  | -           | -           | -           | 1      | 0      |
| Totale Eintracht Francoforte | Totale Eintracht Francoforte | Totale Eintracht Francoforte | 20         | 4          |                 | 2               | 1               |                    | -                  | -                  |             |             |             | 22     | 5      |
| 2016-2017                    | Sporting Lisbona             | PL                           | 6          | 0          | CP+CdL          | 3+3             | 0+0             | UCL                | 1                  | 0                  |             |             |             | 13     | 0      |
| 2017-2018                    | Vitesse                      | ED                           | 27         | 2          | CO              | 0               | 0               | UEL                | 7                  | 1                  | -           | -           | -           | 34     | 3      |
| 2018-feb.2019                | Sporting Lisbona             | PL                           | 3          | 0          | CP+CdL          | 1+0             | 0+0             | -                  | -                  | -                  | -           | -           | -           | 4      | 0      |
| Totale Sporting Lisbona      | Totale Sporting Lisbona      | Totale Sporting Lisbona      | 9          | 0          |                 | 7               | 0               |                    | 1                  | 0                  |             |             |             | 17     | 0      |
| feb.-giu. 2019               | Gyeongnam                    | KL                           | 22         | 3          | CK              | 0               | 0               | AFC                | 3                  | 1                  | -           | -           | -           | 25     | 4      |
| 2020                         | Gyeongnam                    | 2KL                          | 8          | 2          | CK              | 0               | 0               | -                  | -                  | -                  | -           | -           | -           | 8      | 2      |
| Totale Gyeongnam             | Totale Gyeongnam             | Totale Gyeongnam             | 30         | 5          |                 | 0               | 0               |                    | 3                  | 1                  |             | -           | -           | 33     | 6      |
| gen.-giu.2021                | OFI Creta                    | SL                           | 8          | 1          | KE              | 1               | 0               | -                  | -                  | -                  | -           | -           | -           | 9      | 1      |
| 2021-2022                    | OFI Creta                    | SL                           | 12         | 0          | KE              | 3               | 2               | -                  | -                  | -                  | -           | -           | -           | 15     | 2      |
| Totale OFI Creta             | Totale OFI Creta             | Totale OFI Creta             | 20         | 1          |                 | 4               | 2               |                    | -                  | -                  |             | -           | -           | 24     | 3      |
| 2022-2023                    | Magdeburgo                   | 2.BL                         | 7          | 1          | CG              | 0               | 0               | -                  | -                  | -                  | -           | -           | -           | 7      | 1      |
| 2023-2024                    | Magdeburgo                   | 2.BL                         | 19         | 4          | CG              | 1               | 0               | -                  | -                  | -                  | -           | -           | -           | 20     | 4      |
| Totale Magdeburgo            | Totale Magdeburgo            | Totale Magdeburgo            | 26         | 5          |                 | 1               | 0               |                    | -                  | -                  |             | -           | -           | 27     | 5      |
| Totale carriera              | Totale carriera              | Totale carriera              | 273        | 70         |                 | 24              | 7               |                    | 23                 | 3                  |             | 1           | 0           | 321    | 80     |

## Palmarès

### Club

#### Competizioni nazionali
- Coppa del Portogallo: 1

Sporting CP: 2018-2019
- Coppa di Lega portoghese: 1

Sporting CP: 2018-2019